# Réserve nationale de faune du delta de la rivière Nisutlin
La réserve nationale de faune du delta de la rivière Nisutlin (anglais : Nisutlin River Delta National Wildlife Area) est une réserve nationale de faune du Canada située au sud du Yukon. Elle protège une importante halte d'oiseaux migrateurs.

## Géographie
La rivière Nisutlin (de) est une rivière du centre sud du Yukon qui se jette dans le lac Teslin. Elle forme alors un delta de 4 km de large. En raison des variations du niveau du lac, ce dernier est submergé au printemps et au début de l'été. À la fin de l'été et à l'automne, le niveau de l'eau baisse drastiquement.

## Milieu naturel
La réserve est la halte migratoire automnale la plus importante du Yukon. Le delta est visité annuellement par 1000 cygnes siffleurs (Cygnus columbianus) et 40 cygnes trompettes (Cygnus buccinator). Plus de 10 000 individus de canards et d'oies visitent le delta chaque automne. Le delta sert aussi de lieu de migration pour le faucon pèlerin (Falco peregrinus), le hibou des marais (Asio flammeus) et douze autres espèces en péril.